# Tarachodes perloides
Tarachodes perloides är en bönsyrseart som beskrevs av Hermann Burmeister 1838. Tarachodes perloides ingår i släktet Tarachodes och familjen Tarachodidae. Inga underarter finns listade i Catalogue of Life.